# مرتضی دلشب
مرتضی دلشب (زادهٔ ۱۰ اسفند ۱۳۲۵ تهران – درگذشتهٔ ۱۰ اسفند ۱۳۹۸ در تهران) موسیقی‌دان و مُدرس موسیقی اهل ایران بود.

## زندگی هنری
مرتضی دلشب، ۱۰ اسفند سال ۱۳۲۵ در تهران متولد شد. او در سال ۱۳۴۶ از هنرستان موسیقی ملی فارغ‌التحصیل شد. پس از آن در سال ۱۳۴۹ ادامه تحصیلات موسیقی خود را در دانشکده هنرهای زیبا دانشگاه تهران پی گرفت و در سال ۱۳۵۲ مدرک کارشناسی موسیقی را دریافت کرد. وی از همان سال به تدریس موسیقی مشول شد. او دارای گواهی نامه درجه یک هنری از وزارت فرهنگ و ارشاد بود.
در تاریخ ۷ بهمن ۱۳۹۵ در دومین دوره سال نوای موسیقی ایران از مرتضی دل شب (مدرس تئوری موسیقی و سلفژ) تقدیر به عمل آمد و تندیس «سال نوا» و لوح تقدیر به وی اهداء شد.

## فعالیت‌های هنری
مرتضی دلشب سابقهٔ تدریس در مدرسه هنر اداره ارشاد مشهد، دانشگاه علامه طباطبایی مشهد، مرکز موسیقی بین‌المللی وابسته به مرکز آموزش صدا و سیما، هنرستان صدا و سیما، هنرستان موسیقی دختران و پسران، دانشگاه تربیت معلم، جهاد دانشگاهی دانشکده پزشکی دانشگاه تهران و دانشگاه آزاد اسلامی را داشت. وی همچنین مسئول کارگاه موسیقی کودکان و نوجوانان صدا و سیمای مرکز مشهد (تا سال ۱۳۵۹) و مسئول هماهنگی رادیو تهران (۱۳۶۶) بوده‌است و نیز سابقه عضویت در اولین دورهٔ کانون مدرسان خانه موسیقی به عنوان برنامه‌ریز آموزشی و عضویت در شورای موسیقی وزارت ارشاد (۱۳۷۹–۱۳۸۱) را داشت.

## درگذشت
مرتضی دلشب در تاریخ ۱۰ اسفند ۱۳۹۸ همزمان با زادروزش، در سن ۷۳ سالگی، در بیمارستان مسیح دانشوری تهران درگذشت.